# 金志
金志（1502年—？），字允立，浙江紹興府山陰縣人，民籍，明朝政治人物。

## 生平
嘉靖七年（1528年）戊子科浙江鄉試第六十名舉人。嘉靖十七年（1538年）中式戊戌科會試第二百八名，登第三甲第一百五十九名。授推官，二十二年十二月选授南京江西道试御史，嘉靖二十八年十二月（1549年）担任广东惠州府知府。在任5年，卒于官。

## 家族
曾祖金寧；祖父金玘；父金謐，知縣。母茅氏。永感下。兄金恕、金愚。